# انتهاء مدة الحماية المكفولة بشهادة براءة الاختراع
يشير مصطلح انتهاء مدة الحماية المكفولة بشهادة براءة الاختراع (Patent Cliff) إلى ظاهرة تواريخ انتهاء مدة الاحتفاظ بحق براءة الاختراع والانخفاض المفاجئ في مبيعات مجموعة من المنتجات التي كانت تستحوذ على نسبة كبيرة من السوق. وعادةً ما تبدو هذه الظاهرة واضحة عند تأثيرها على مبيعات منتجات رائجة - فالمنتج الرائج في صناعة الأدوية، على سبيل المثال، هو المنتج الذي تزيد مبيعاته عن مليار دولار في السنة.
يمكن تقدير الانخفاض المفاجئ في المبيعات المتوقع بعد انتهاء فترة الحماية المكفولة بشهادة براءة الاختراع من خلال المعادلة التالية:
{\displaystyle Sales={A}*{Y^{B}}}
حيث يشير (A) إلى قيمة ذروة المبيعات قبل انتهاء مدة الحماية المكفولة بشهادة براءة الاختراع، ويشير (Y) إلى الأعوام التي مرت بعد العام الذي شهد ذروة المبيعات (يعتبر عام ذروة المبيعات العام صفر)، والاختصار (B) هو أس بقيمة -1.032. ويمكن تبسيط المعادلة السابقة لأجل الحسابات العملية إلى الصيغة التالية:
{\displaystyle Sales={\frac {A}{Y}}}
على سبيل المثال، ظهرت العقاقير الكيميائية الرائجة بلافيكس وسينجولير وديوفان وليبيتور في بداية فترة التسعينيات بتاريخ انتهاء مدة الحماية المكفولة بشهادة براءة الاختراع يتراوح بين عامي 2011 و2015؛ كما ظهرت العقاقير البيولوجية الرائجة ريتوكسان وهوميرا ونوفولوج وأفاستين في نهاية فترة التسعينيات بتاريخ انتهاء مدة الحماية المكفولة بشهادة براءة الاختراع يتراوح بين عامي 2014 و2019. ومن ثم، يتعرض الربح العائد من مبيعات تلك المنتجات لاحتمال الانخفاض الحاد خلال سنوات انتهاء مدة الحماية المكفولة بشهادة براءة الاختراع، وهو ما يبدو دائمًا فرصة سانحة للشركات الأخرى لتحقيق أرباح من بيع منتجات جنيسة ليس لها اسم تجاري أو منتجات مشابهة للمنتجات الأصلية.

## كتابات أخرى
- Calo-Fernández, B.; Martínez-Hurtado, J.L. Biosimilars: Company Strategies to Capture Value from the Biologics Market. Pharmaceuticals 2012, 5, 1393-1408. Available at: (http://www.mdpi.com/1424-8247/5/12/1393/pdf)